# Deutsche Cadre-47/2-Meisterschaft 1950/51

Veranstaltungsort: Rheydt

Die Deutsche Cadre-47/2-Meisterschaft 1950/51 war eine Billard-Turnierserie und fand vom 23. bis zum 26. März 1950 in Rheydt zum 28. Mal statt.

## Geschichte
Der Immigrather Siegfried Spielmann verteidigte in Rheydt erfolgreich seinen Titel im Cadre 47/2. Nach einer 381:400-Niederlage in 30 Aufnahmen gegen den Hamburger Werner Sorge musste Spielmann mit Walter Lütgehetmann und Werner Sorge nach damaligen Regeln in eine Stichpartierunde, um den neuen Meister zu ermitteln. Hier zeigte er wieder seine Klasse und gewann beide Partien. Lütgehetmann und Sorge spielten Unentschieden. Die Leistungen von Spielmann bedeuteten wieder drei neue deutsche Rekorde. Bemerkenswert ist die Schlussserie von 365 Punkten, bei der der 14-malige Deutsche Meister Albert Poensgen als Schiedsrichter fungierte. Sie lag deutlich über dem Europarekord von 336 Punkten und dem Weltrekord von 264 Punkten. Welt- und Europarekorde konnten damals aber nur bei den jeweiligen Meisterschaften erzielt werden.

## Turniermodus
Das ganze Turnier wurde im Round-Robin-System bis 400 Punkte mit Nachstoß gespielt. Bei MP-Gleichstand wurde in folgender Reihenfolge gewertet, außer es ging um den Titel, dann wurden eine oder mehrere Stichpartien gespielt.
1. MP = Matchpunkte
2. GD = Generaldurchschnitt
3. HS = Höchstserie

## Abschlusstabelle
| MP    | Match Points (Sieger = 2; Unentschieden = 1; Verlierer = 0) |
| Pkte. | Erzielte Karambolagen                                       |
| Aufn. | Benötigte Versuche                                          |
| GD    | Generaldurchschnitt                                         |
| BED   | Bester Einzeldurchschnitt eines Spielers                    |
| HS    | Höchstserie                                                 |
|       | Bester GD des Turniers                                      |
|       | Bester ED des Turniers                                      |
|       | Beste HS des Turniers                                       |
|       | 1. Platz (Gold)                                             |
|       | 2. Platz (Silber)                                           |
|       | 3. Platz (Bronze)                                           |

| Klassement vor den Stichpartien              | Klassement vor den Stichpartien      | Klassement vor den Stichpartien | Klassement vor den Stichpartien | Klassement vor den Stichpartien | Klassement vor den Stichpartien | Klassement vor den Stichpartien | Klassement vor den Stichpartien |
| Platz                                        | Name                                 | MP                              | Pkte.                           | Aufn.                           | GD                              | BED                             | HS                              |
| -------------------------------------------- | ------------------------------------ | ------------------------------- | ------------------------------- | ------------------------------- | ------------------------------- | ------------------------------- | ------------------------------- |
| 1                                            | Siegfried Spielmann (Immigrath)      | 12:2                            | 2781                            | 134                             | 20,75                           | 80,00                           | 365                             |
| 2                                            | Walter Lütgehetmann (Frankfurt/Main) | 12:2                            | 2767                            | 147                             | 18,82                           | 33,33                           | 147                             |
| 3                                            | Werner Sorge (Hamburg)               | 12:2                            | 2465                            | 224                             | 11,00                           | 22,22                           | 96                              |
| 4                                            | Ernst Rudolph (Essen)                | 6:8                             | 2219                            | 161                             | 13,78                           | 21,05                           | 97                              |
| 5                                            | Alfred Jauch (Hamburg)               | 6:8                             | 2373                            | 245                             | 9,68                            | 15,38                           | 106                             |
| 6                                            | Josef Bolz (Köln)                    | 5:9                             | 2591                            | 202                             | 12,82                           | 13,79                           | 120                             |
| 7                                            | Gerd Thielens (Gelsenkirchen)        | 3:11                            | 2062                            | 206                             | 10,00                           | 11,11                           | 93                              |
| 8                                            | Carl Foerster (Aachen)               | 0:14                            | 1292                            | 195                             | 6,62                            | –                               | 61                              |
| Turnierdurchschnitt: 12,25                   |                                      |                                 |                                 |                                 |                                 |                                 |                                 |
| –                                            | Stichpartien                         |                                 |                                 |                                 |                                 |                                 |                                 |
| –                                            | Siegfried Spielmann (Immigrath)      | 4:0                             | 800                             | 36                              | 22,22                           | 57,14                           | 342                             |
| –                                            | Walter Lütgehetmann (Frankfurt/Main) | 1:3                             | 567                             | 30                              | 18,90                           | 17,39                           | 99                              |
| –                                            | Werner Sorge (Hamburg)               | 1:3                             | 691                             | 52                              | 13,28                           | 17,39                           | 93                              |
| –                                            | nach Stichpartien                    |                                 |                                 |                                 |                                 |                                 |                                 |
| 1                                            | Siegfried Spielmann (Immigrath)      | 16:2                            | 3581                            | 170                             | 21,06                           | 80,00                           | 365                             |
| 2                                            | Walter Lütgehetmann (Frankfurt/Main) | 13:5                            | 3334                            | 177                             | 18,83                           | 33,33                           | 147                             |
| 3                                            | Werner Sorge (Hamburg)               | 13:5                            | 3156                            | 276                             | 11,43                           | 22,22                           | 96                              |
| Turnierdurchschnitt: 12,62 (mit Stichpartie) |                                      |                                 |                                 |                                 |                                 |                                 |                                 |